# Tshering Tobgay
Lyonpo Tshering Tobgay (nascut el 19 de setembre de 1965) és un polític i enginyer bhutanès, que ha estat Primer Ministre del Bhutan des del 2013. Togbay és el líder del Partit Democràtic del Poble, i va ser el líder de l'oposició de l'Assemblea Nacional entre el març de 2008 i de l'abril de 2013.

## Biografia
Tobgay va néixer en una família de sis germans. Els seus dos pares van contribuir a expandir Bhutan. El pare de Tobgay va ser un dels primers soldats de l'exèrcit del Bhutan, mentre que la seva mare va ajudar a construir la primera carretera que va connectar el Bhutan amb l'Índia.
El 1990, Tobgay va rebre un bachelor of science en enginyeria mecànica per la Swanson School of Engineering de la Universitat de Pittsburgh, després d'obtenir una beca de les Nacions Unides. Tobgay també va completar un màster en administració d'empreses a la John F. Kennedy School of Government a la Universitat Harvard l'any 2004.

## Carrera
Tobgay va ser un funcionari abans d'entrar a la política, començant el 1991 com a funcionari pel Ministeri d'Educació. Entre el 2003 i el 2007 va estar al Ministeri de Treball i Recursos Humans com a director del departament de Recursos Humans. Tobgay va dimitir del Ministrei de Treball el febrer del 2007 per entrar en política. Després de les eleccions del juliol de 2013, Tobgay esdevingué Primer Ministre del Bhutan.
Durant la campanya de Tobgay per les eleccions de 2013, Tobgay es va concentrar en millorar el Bhutan a partir de petites promeses. En comptes de seguir els passos del seu antecessor i promoure la Felicitat Interna Bruta (FIB), Tobgay va prometre donar a cada poble una cultivadora i vehicles utilitaris per a cada districte. Tobgay creu que treballar en problemes com l'atur juvenil, la corrupció i el deute nacional és més important que focalitzar-se tan sols en la FIB.
Tshering Tobgay va anunciar també que el país és carboni negatiu en lloc de carboni neutre.

## Premis
El 17 de desembre de 2014, el Rei de Bhutan va lliurar a Tobgay la Bufanda Lungmar per la seva feina com a líder de l'oposició a l'Assemblea Nacional.

## Honors
- Bhutan:
  -  Bufanda Taronja Reial (16 de juny de 2008).[12]
  -  Bufanda Vermella Reial (17 de desembre de 2014).[11]